# Wanderer, kommst du nach Spa…
Wanderer, kommst du nach Spa… ist eine Kurzgeschichte des deutschen Schriftstellers Heinrich Böll. Sie erzählt die Geschichte eines Schwerverwundeten im Zweiten Weltkrieg, der auf einer Trage durch sein früheres Gymnasium getragen wird, welches er drei Monate zuvor verlassen hat und das nun als Notlazarett dient. Nach und nach merkt er, wo er sich befindet, versucht dies aber zunächst in einem inneren Monolog vor sich selbst zu leugnen. Zum Schluss der Geschichte, im Zeichensaal der Schule, wo er notoperiert werden soll, findet er schließlich einen eindeutigen Beweis, dass es sich um seine Schule handelt: Seine Handschrift in Kreide auf der Tafel: Wanderer, kommst du nach Spa….
Die Erzählung wurde erstmals 1950 als Titelgeschichte der gleichnamigen Kurzgeschichtensammlung veröffentlicht, die im Verlag Friedrich Middelhauve erschien. Heute gehört Wanderer, kommst du nach Spa… zu den bekanntesten Kurzgeschichten des Autors bzw. der sogenannten Trümmerliteratur.

## Inhalt
Der Ich-Erzähler befindet sich zu Beginn der Kurzgeschichte in einem Auto und wird durch eine zum Teil schon brennende Stadt transportiert, die er nicht identifizieren kann. Ebenso wie über die zurückgelegte Strecke ist er sich auch über die Zeit, die die Fahrt in Anspruch genommen hat, unklar. Er wird vor einem provisorischen Lazarett, das in einer Schule eingerichtet worden ist, ausgeladen und hineingetragen. Den Weg durch die Gänge und Treppenhäuser verfolgt er, auf der Trage liegend, in allen Details; es kommt ihm merkwürdig bekannt vor, doch schiebt er dieses Wiedererkennen zunächst auf seine Schmerzen und sein Fieber. Auch kommt ihm der Gedanke, dass vielleicht alle Schulen genau gleich ausgestattet sein könnten und es insofern nicht verwunderlich sei, dass er jedes Bild und jedes Türschild zu kennen glaubt.
Im Zeichensaal, wo er auf den Arzt warten muss, fragt er einen Kameraden, wo er denn sei: Er befindet sich tatsächlich in Bendorf, seiner Heimatstadt, aber auch jetzt noch hat er keine volle Gewissheit darüber, dass er sich ausgerechnet in dem Gymnasium befindet, in dem er acht Jahre seiner Schulzeit verbracht hat. Die frühere Thomas-Schule – vermutlich nach Thomas von Aquin benannt – wurde dem nationalsozialistischen Zeitgeist folgend nach Friedrich dem Großen umbenannt. Neben der Frage nach dem Ort drängt sich eine zweite auf: Welche Verwundung hat er eigentlich erlitten? Die Erkenntnisse brechen fast zeitgleich über ihn herein, als er auf den improvisierten Operationstisch gelegt wird: An der Tafel befindet sich noch, von seiner eigenen Hand und zum Ärger des Zeichenlehrers damals – vor drei Monaten – zu groß geschrieben, das verstümmelte Zitat Wanderer, kommst du nach Spa…. Kaum hat er dies gesehen und damit Gewissheit über seinen Aufenthaltsort, wird er sich auch über seine eigene Situation klar, als er an sich herunterblickt: Er hat keine Arme mehr und nur noch ein Bein. Der Feuerwehrmann, der ihn bis zum Eintreffen des Arztes betreut hat, ist der alte Hausmeister seiner Schule, bei dem man in den großen Pausen seine Milch getrunken hat, und mit
„Milch“, sagte ich leise … (S. 202)
bricht dann auch die Erzählung ab. Der Protagonist ist, kaum in den Krieg hinausgezogen, nicht nur an die Stätten seiner Kindheit zurückgekehrt, sondern auch zu dem Zustand eines hilflosen Säuglings (er selbst vergleicht sein in einer Glühbirne verzerrtes Spiegelbild gar mit einem Embryo); ihm wird klar, dass er sterben muss – er weiß jedoch nicht, wofür er dies tut. Obwohl der Ich-Erzähler im Präteritum schreibt, also rückblickend erzählt, lässt sich nicht sagen, dass er seine Verwundungen überlebt hat. Vielmehr liegt auch der Schluss nahe, dass der Ich-Erzähler denen eine Stimme gibt, die die Kriegseinwirkungen nicht überlebt haben und deren Sicht auf die Ereignisse deshalb millionenfach ungesagt blieb und deren Erleben für die Überlebenden eigentlich unsagbar ist.

## Analyse

### Titel
Der Titel zitiert den Anfang eines der bekanntesten Distichen des griechischen Altertums, in der Übersetzung Schillers:
„Wanderer, kommst du nach Sparta, verkündige dorten, du habest
Uns hier liegen gesehn, wie das Gesetz es befahl.“
Diese dem Dichter Simonides von Keos zugeschriebenen Verse sollen – im altgriechischen Original – als Inschrift auf dem Gedenkstein für die Spartaner gestanden haben, die sich 480 v. Chr. bei der Verteidigung der Thermopylen gegen die Perser bis auf den letzten Mann aufopferten. Der Satz rühmte also ursprünglich den Tod für das Vaterland in einem Verteidigungskrieg.
Solch ein Motto ist im Zeichenunterricht des Protagonisten nicht von ungefähr für die Schreibübungen ausgewählt worden, sondern zur Vorbereitung der jungen Männer auf den Tod im Krieg. Wie das Zitat, so zeugt auch die gesamte Ausstattung der Schule davon, dass das Bildungsziel dieses Gymnasiums nicht mehr rein „humanistisch“ gewesen sein kann. Neben den bewährten Schulrequisiten wie Parthenonfries und Dornauszieher erkennt der Verwundete auch ein Bild wieder, das das Kolonialleben in Togo darstellt, und zwischen den Abbildern der antiken Philosophen sind auch Beispiele für die nationalsozialistische Rassenideologie an den Wänden der Schule zu finden.
Der Titel weckt auch Anklänge an die belgische Stadt Spa. Einen direkten Bezug in der Handlung gibt es laut Manuel Baumbach allerdings nicht, da das Schulgebäude explizit in Bendorf bei Koblenz verortet ist und Spa auch nicht als Ort der Verwundung in Frage komme. J. H. Reid erinnert die Nennung Spas hingegen an das Ende des Ersten Weltkriegs, als sich dort das deutsche Hauptquartier befand und Kaiser Wilhelm II. zur Abdankung gezwungen wurde. Somit thematisiere Böll die „fatale Wiederkehr von Kriegsschuld und -folgen“ in der deutschen Geschichte. Slavija Kabić setzt den belgischen Kurort Spa als „Ort des Lebens“ in Gegensatz zu Sparta als Sinnbild des sinnlosen Sterbens.

### Aufbau
Die Kurzgeschichte lässt sich in zwei Teile einteilen: Im ersten wird der Erzähler in den Zeichensaal des Gymnasiums gebracht. Dieser Teil ist gekennzeichnet durch einen schnelleren Handlungsverlauf und den hektischen Wechsel von Handlungsschauplätzen. Der Erzähler ist in Bewegung und hat kaum Zeit zum Reflektieren. In diesem ersten Teil der Erzählung kommt er deshalb auch nur zu einer kürzeren Reflexion. Der zweite Teil der Handlung beginnt, als die Träger mit der Trage über die Türschwelle des zum Lazarett umfunktionierten Zeichensaals treten. Sie legen den Schwerverletzten ab und dieser hat nun Zeit, über die Schule und seinen Zustand nachzudenken, er hat sogar Zeit für das Rauchen zweier Zigaretten, wobei ihm die Träger behilflich sein müssen. Es folgen sechs weitere Reflexionen.
Durch die zunehmenden Reflexionen, die Handlungsunterbrechungen (etwa durch das Rauchen) und die ruhige Liegeposition des Erzählers wirkt die zweite Hälfte im Zeichensaal sehr viel ruhiger und langsamer als die erste. Durch den inneren Monolog und die Reflexionen des Erzählers ist das Erzähltempo im zweiten Teil viel niedriger als im ersten; die Differenz zwischen Erzählzeit und erzählter Zeit wird größer. Die Geschichte beginnt also als bewegte, schnelle Erzählung und wird zum Ende, zum Tod des Erzählers hin, langsamer und ruhiger.

## Ausgaben
- Wanderer, kommst du nach Spa…. In: Heinrich Böll: Wanderer, kommst du nach Spa…. Verlag Friedrich Middelhauve, Opladen 1950, S. 47–59 (Titelgeschichte der Sammlung von Kurzgeschichten).
- Wanderer, kommst du nach Spa…. In: Frankfurter Hefte. Band 5, 1950, Heft 11, S. 1176–1181 (Von der Erstausgabe geringfügig abweichende Fassung).
- Wanderer, kommst du nach Spa…. In: Heinrich Böll: Werke. Romane und Erzählungen 1: 1947–1951. Hrsg. von Bernd Balzer. Middelhauve/Kiepenheuer & Witsch, 1977, S. 194–202.
- Wanderer, kommst du nach Spa…. In: Heinrich Böll: Werke. Romane und Erzählungen 1: 1947–1951. Hrsg. von Bernd Balzer. Ergänzte Neuauflage. Lamuv Verlag/Kiepenheuer & Witsch, Bornheim-Mertzen/Köln 1987, S. 487–497.
- Wanderer, kommst du nach Spa…. In: Heinrich Böll: Erzählungen. Hrsg. von Viktor Böll und Karl Heiner Busse. Kiepenheuer & Witsch, Köln 1994, S. 296–305.
- Heinrich Böll: Werke (Kölner Ausgabe). Band 4, Kiepenheuer & Witsch, Köln 2002, ISBN 978-3-462-03258-1
- Wanderer, kommst du nach Spa…. In: Heinrich Böll: Der Mann mit den Messern, Erzählungen. Mit einem autobiographischen Nachwort. Ditzingen/Reclam 2018, S. 25–37.

## Sekundärliteratur
- Manuel Baumbach: Wanderer, kommst du nach Sparta. Zur Rezeption eines Simonides-Epigramms. In: Poetica. Band 32, 2000, Heft 1/2, S. 1–22.
- Hans-Dieter Gelfert: Wie interpretiert man eine Novelle und eine Kurzgeschichte? Reclam, Stuttgart 1993 (RUB 15030) ISBN 3-15-015030-2, S. 161–165, Kapitel Die Suche nach einer deutschen Form der Kurzgeschichte. Heinrich Böll: Wanderer kommst du nach Spa... (1950).
- Klaus Jeziorkowski: Die Ermordung der Novelle. Zu Heinrich Bölls Erzählung „Wanderer, kommst Du nach Spa…“ In: Heinrich Böll. Zeitschrift der koreanischen Heinrich Böll-Gesellschaft. 1. Ausgabe, 2001, S. 5–19.
- David J. Parent: Böll’s „Wanderer, kommst du nach Spa“. A Reply to Schiller’s „Der Spaziergang“. In: Essays in Literature. Band 1, 1974, S. 109–117.
- J. H. Reid: Heinrich Böll, „Wanderer, kommst du nach Spa…“. In: Werner Bellmann (Hrsg.): Klassische deutsche Kurzgeschichten. Interpretationen. Stuttgart 2004, S. 96–106.
- Gabriele Sander: „Wanderer, kommst du nach Spa…“. In: Werner Bellmann (Hrsg.): Heinrich Böll. Romane und Erzählungen. Interpretationen. Philipp Reclam jun., Stuttgart 2000 (RUB 17514), ISBN 3-15-017514-3, S. 44–52.
- Bernhard Sowinski: Wanderer, kommst du nach Spa…. In: Bernhard Sowinski: Heinrich Böll. Kurzgeschichten. Oldenbourg, München 1988, ISBN 3-486-88612-6, S. 38–51.
- Albrecht Weber: „Wanderer, kommst du nach Spa…“. In: Interpretationen zu Heinrich Böll verfaßt von einem Arbeitskreis. Kurzgeschichten I. 6. Auflage, München 1976, S. 42–65.